# Shubenacadie River
Shubenacadie River är ett vattendrag i Kanada.   Det ligger i provinsen Nova Scotia, i den östra delen av landet, 1 000 km öster om huvudstaden Ottawa.
I omgivningarna runt Shubenacadie River växer i huvudsak blandskog. Runt Shubenacadie River är det glesbefolkat, med 11 invånare per kvadratkilometer.